# Grått jordfly
Grått jordfly (Epipsilia grisescens) är en fjärilsart som beskrevs av Fabricius 1794. Grått jordfly ingår i släktet Epipsilia och familjen nattflyn. Enligt den finländska rödlistan är arten nära hotad i Finland. Arten är reproducerande i Sverige. Artens livsmiljö är friska och lundartade moar. Inga underarter finns listade i Catalogue of Life.

## Bildgalleri

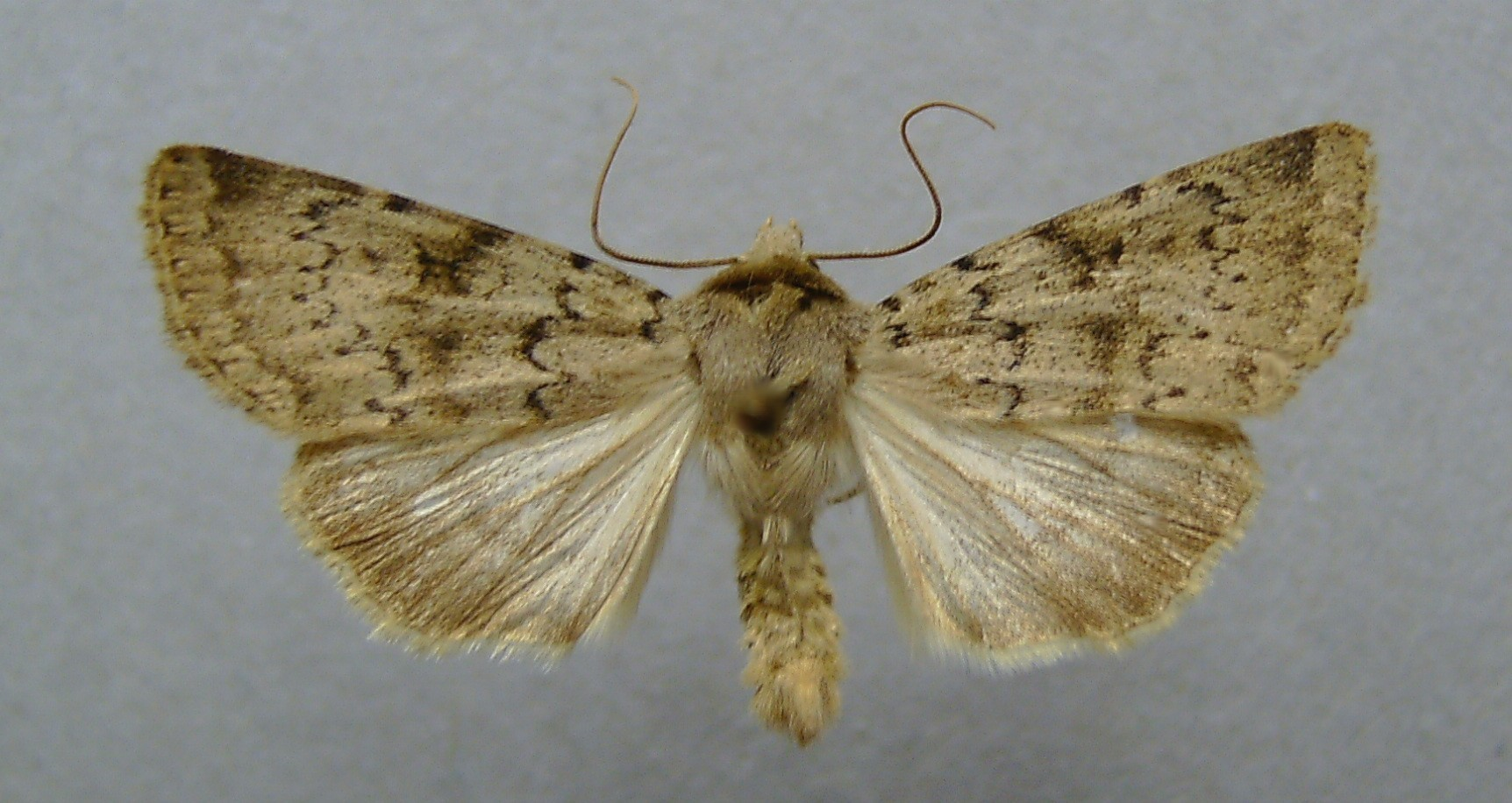
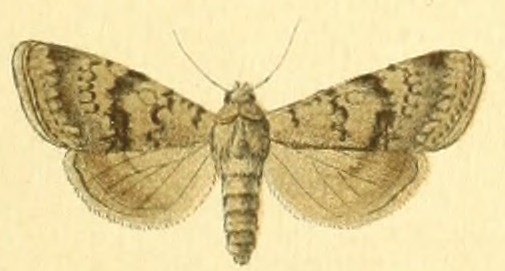
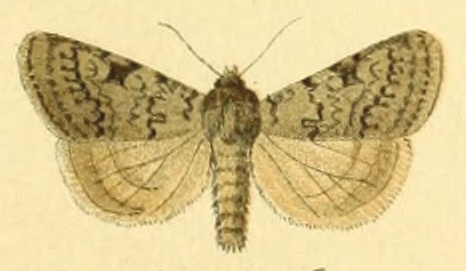